# Зиманас, Генрих Ошерович
Генрих Ошерович Зиман (лит. Genrikas Zimanas — Генрикас Зиманас; псевдоним — Юргис; 12 мая (30 апреля) 1910, Курдимакщяй, Сейнский уезд, ныне Лаздияйский район Литвы — 15 июля 1985, Вильнюс) — литовский коммунистический деятель, главный редактор печатных органов компартии Литвы, участник партизанского движения во время Великой Отечественной войны.

## Биография
Родился в еврейской семье. В 1932 году окончил биологический факультет каунасского Университета Витовта Великого, после чего работал в еврейских учебных заведениях на территории Литвы. Писал статьи в еврейской прессе. Сотрудничал в журнале «Школа и общество».
В 1934 году вступил в действующую нелегально Коммунистическую партию Литвы. С 1935 года работал в нелегальной газете «Революционный путь». В 1937—1940 гг. — исполнительный секретарь ежедневника «Фолксблат» на идише. В 1939 г. был создан легальный журнал «Штралн» (идиш: Лучи), который Зиманас редактировал до 1940 г.
С 1940 года после присоединения Литвы к Советскому Союзу Зиманас работал главным редактором газеты «Tiesa» (советская центральная газета «Правда» на литовском языке).
Во время Второй мировой войны Генрих Зиман (Зиманас) «Юргис» принимал активное участие в партизанском движении в Рудницких лесах около Вильнюса, возглавляя партизанскую Литовскую бригаду. Руководство бригады поддерживало связь с подпольем в Вильнюсском гетто, откуда в бригаду вливались новые боевые отряды.
В январе 1944 г. советское руководство решило создать на территории Литвы два подпольных областных комитета. Первым секретарем Южного областного партийного комитета, охватывающего Вильнюс, Каунас и примыкающие к этим городам и расположенные южнее уезды, был назначен Генрих Зиманас. С именем Зиманаса, как руководителя партизанской деятельностью в этом районе, связаны трагедии в деревнях Канюкай и Бакалоришкес. 29 января 1944 года группа советских партизан из бригады Зиманаса совершила массовое убийство польского населения деревни Канюкай в Эйшишкском уезде. В своих мемуарах «Пламя под пеплом» подпольщица вильнюсского гетто и партизанка Ружка Корчак пишет, что «жестокая операция, разработанная и проведенная военно-политическим командованием штаба бригады, в ходе которой убивали без разбора мужчин, женщин и детей» вызвала среди партизан негативную реакцию.
С окончанием войны Генрих Зиманас вернулся к журналистско-редакторской работе — до 1970 года возглавлял газету „Tiesa“, а в 1971—1984 годах — журнал „Komunistas“. В своих публикациях освещал проблемы идеологии, культуры и еврейской идентичности. С 24 марта 1983 по 15 июля 1985 года — член Антисионистского комитета советской общественности.
В 1945—1968 гг. — работа в Вильнюсском университете, с 1968 года — преподаватель Вильнюсского педагогического института. С 1970 г. — доктор философских наук, в 1971 г. получил звание профессора.
С 19.2.1949 по 12.2.1958 — кандидат в члены Бюро ЦК КП(б) Литвы (КП Литвы), с 15.2.1958 по 7.12.1962 — член Бюро ЦК КП Литвы; IV-м пленумом ЦК КП Литвы (6-7.12.1962) освобождён от обязанностей члена Президиума ЦК КПЛ.
Депутат Верховного Совета СССР IX созыва.

## Награды
- Орден Отечественной войны I степени (11 марта 1985)

- Орден Октябрьской Революции (8 мая 1980)[5]
- Орден «Знак Почёта» (15 мая 1970) — за плодотворную работу в советской печати и в связи с шестидесятилетием со дня рождения
- Премия им. Винцаса Мицкявичюса-Капсукаса (1965)
- Орден Ленина (4 мая 1962)
- Заслуженный деятель культуры Литовской ССР (1960)
- Орден Ленина (22 марта 1944)
- Орден Трудового Красного Знамени
- Орден Virtuti Militari[4]